# Jan van Beers (konstnär)
Jan van Beers, född 1852 och död 1927, var en belgisk konstnär.
van Beers ägnade sig först åt historiemåleri, men övergick senare till porträttmåleri, och hans eleganta damporträtt fick stor popularitet. Han utförde dock även genrebilder, gärna med pikanta ämnen, och landskap.

## Galleri

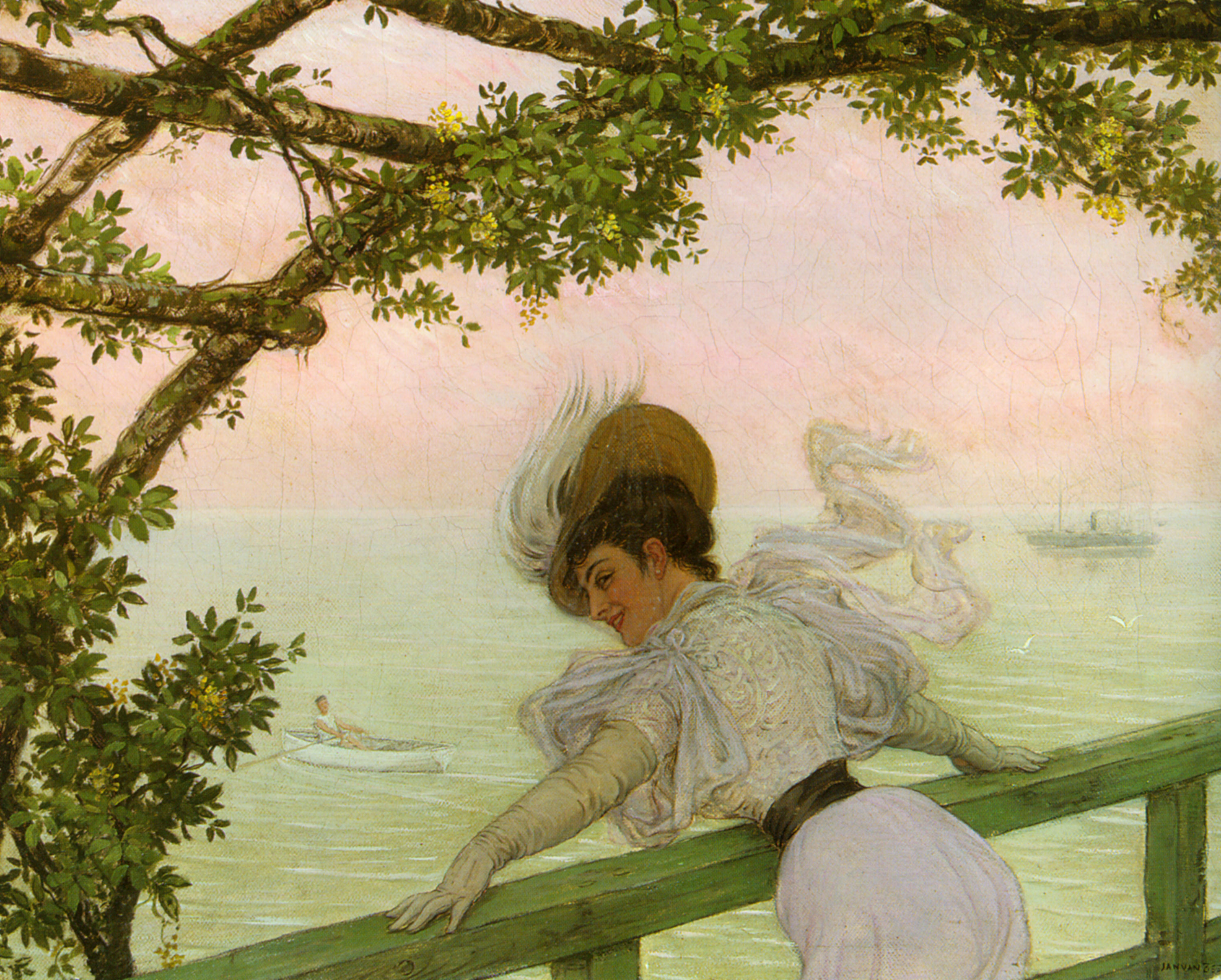
På balkongen.
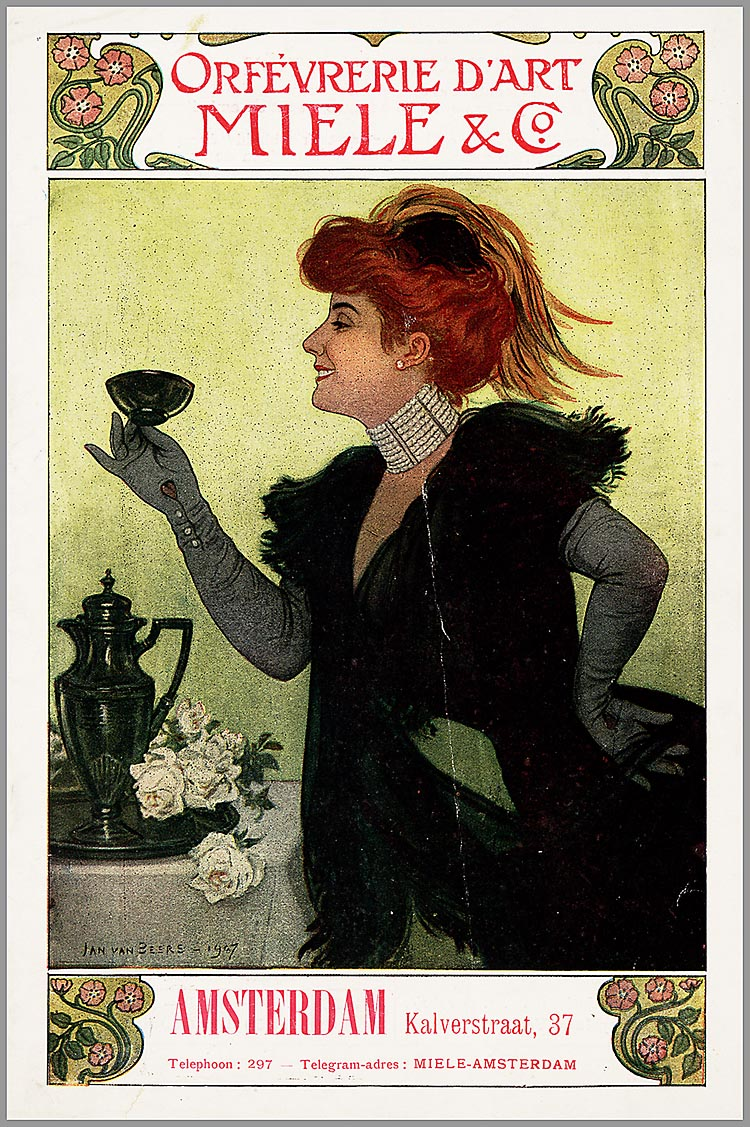
Affisch Orfévrerie d'art Miele & Co (1907).
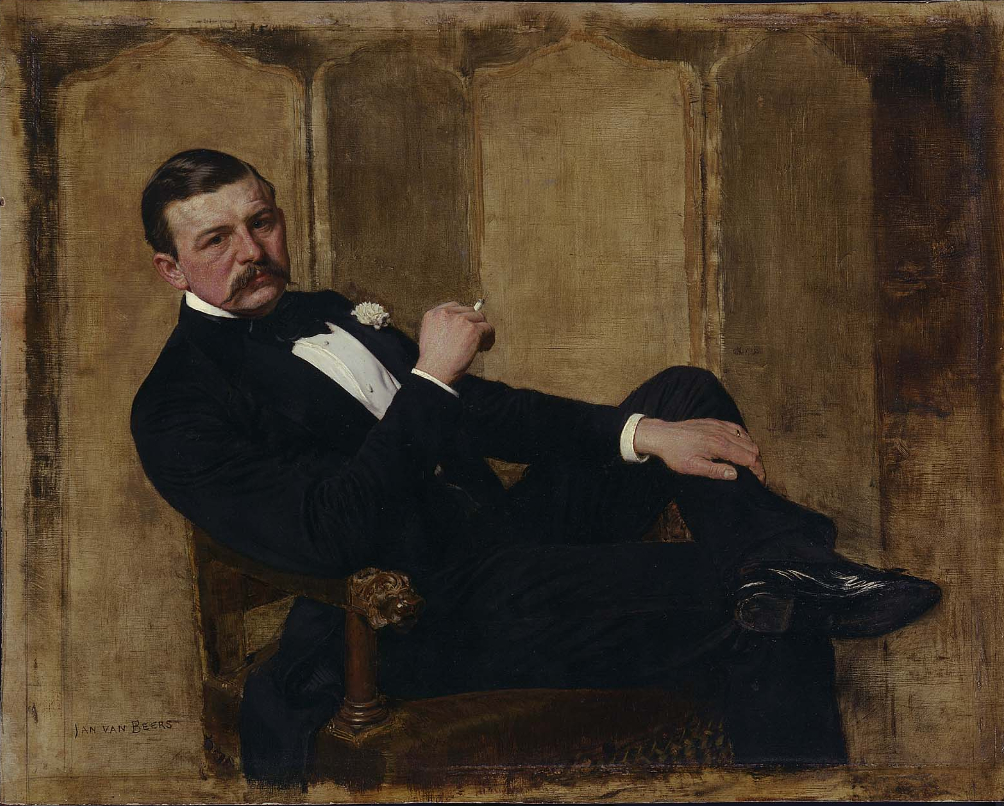
Porträtt av en man